# Rich Brian
Brian Imanuel Soewarno (Yakarta, 3 de septiembre de 1999), conocido artísticamente como Rich Brian (antes Rich Chigga), es un rapero indonesio. Es conocido por su primer single viral «Dat $tick» y por su álbum debut, Amen. Este último fue lanzado en 2018 y alcanzó el puesto 18 en el Billboard 200 de Estados Unidos. Brian ha colaborado con muchos artistas procedentes de China y de Corea del Sur, tales como Chungha, Jackson Wang o Jae Park.

## Primeros años
Brian Inmanuel Soewarno nació el 3 de septiembre de 1999 en Yakarta, hijo de Heru Soewarno y de Megawati Purnomo. Tiene un hermano mayor llamado Roy Leonard Soewarno y dos hermanas mayores llamadas Stephanie y Sonia Eryka Soewarno. Tiene ascendencia mixta china y manadonesa.
Brian se crio en Yakarta Occidental, en un barrio de clase media-baja. A pesar de que su padre era un abogado, nunca tuvo una educación formal y pasó la mayor parte de su tiempo ayudando en la cafetería de sus padres al mismo tiempo que era educado en casa.
En 2010, mientras crecía en Indonesia, Brian comenzó su carrera en las redes sociales cuanto tenía 11 años. Descubrió YouTube después de hacerse con un cubo de Rubik y se dio cuenta de que podía iniciar sesión en el ordenador de sus padres con el fin de buscar estrategias para resolverlo más rápido. Se creó también una cuenta de Twitter en agosto de 2010. Esto le llevó a crear contenido audiovisual en la plataforma, como sketches de humor negro. Se trasladó más adelante a la plataforma Vine cuando contaba con 15 años y comenzó a publicar allí vídeos a diario. Brian, que por entonces solo hablaba indonesio, comenzó a pulir su inglés gracias a que tenía un amigo con el que se comunicaba a través de Skype. Además, también aprendió el idioma a través de ver vídeos en YouTube y escuchar a raperos como Childish Gambino, 2 Chainz, Macklemore y Tyler, the Creator.
Brian comenzó a escuchar música hip hop en 2012, cuando un amigo estadounidense suyo que conocía a través de Internet le enseñó el tema «Thrift Shop», de Macklemore y Ryan Lewis. Brian exploró el género, descubriendo a Drake, 2 Chainz, Kanye West y Logic. Brian escribió su primera canción de rap en 2014 y la grabó en un iPhone usando una base instrumental producida por MF Doom.
En un principio, Brian quería ser director de fotografía en Los Ángeles. Sin embargo, dejó atrás la idea una vez su carrera musical comenzó a despegar. 

## Carrera

### 2015–2016: Inicios
Brian comenzó su carrera bajo el nombre artístico de Rich Chigga y lanzó un tema debut titulado «Living the Dream» el 17 de julio de 2015, en su cuenta de YouTube. La canción fue producida por DJ Smokey. Más adelante, Brian lanzó «Dat Stick» el 11 de marzo de 2016. Poco después, fichó por 88rising. El single alcanzó éxito internacional después de que 88rising publicara un vídeo en el que mostraba la reacción de varios raperos al tema, entre los que se encuentran Ghostface Killah, 21 Savage, Tory Lanez, MadeinTYO y Desiigner. Desde la publicación del vídeo musical en su cuenta de YouTube, ha sido reproducido más de 200 millones de veces. «Dat Stick» alcanzó el puesto número cuatro en la lista de Hot R&B/Hip-Hop Songs.

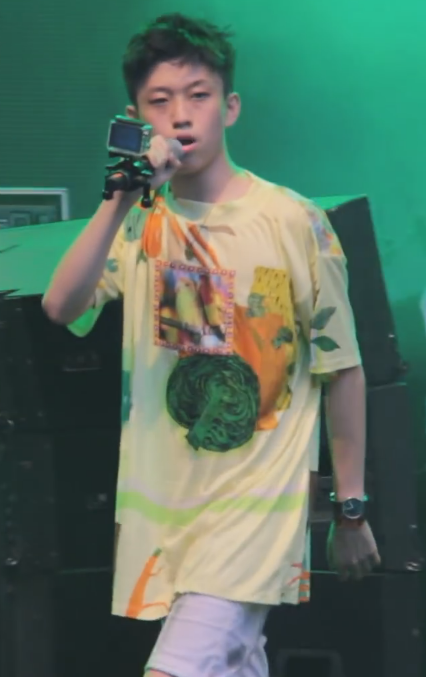
Brian interpretando «Dat Stick» en agosto de 2016

Brian, más adelante, publicaría su segundo single titulado «Who That Be» en iTunes, el 9 de agosto de 2016. La canción fue producida por Sihk. A continuación, lanzó un remix de su single debut, «Dat Stick», con la colaboración de los raperos Ghostface Killah y Pouya. Su tercer single fue titulado «Seventeen», el cual rápidamente superó el millón de reproducciones en YouTube y en SoundCloud.

### 2017–2018:Amen
Brian lanzó su cuarto single «Back At It», el 19 de abril de 2017. Más adelante, comenzó su primera gira por Estados Unidos en abril de ese año, que concluyó en mayo. Ese mismo mes, lanzó el single «Gospel» junto a XXXTentacion y Keith Ape. Esta fue la primera colaboración de XXXTentacion con Brian y la canción, lanzada a través de 88rising, ha conseguido desde entonces más de 40 millones de reproducciones.
Brian ganó un premio en la cuarta edición de los Premios Choice de Indonesia en la categoría de artista revelación del año, en mayo de 2017. El rapero anunció su álbum debut en una entrevista con XXL, alegando que «estoy trabajando en un proyecto de álbum debut y hay varias canciones serias y otros temas más cómicos, pero las canciones serias son mi enfoque». En una entrevista, Brian dijo que la mayor parte de su estancia en Los Ángeles la había invertido trabajando en su álbum debut.
El 15 de agosto de 2017, Brian lanzó a través del canal de YouTube 88rising «Glow Like Dat». Luego, anunció una gira nacional que empezaría el 9 de septiembre y concluiría el 21 de noviembre, titulada «Come To My Party Tour». Más adelante, el rapero lanzó los singles «Chaos» y «Crisis», con la colaboración de 21 Savage, en octubre y noviembre del mismo año, respectivamente. El 19 de diciembre de 2017, Brian anunció a través de Twitter que lanzaría su álbum debut, titulado Amen. El 1 de enero del año siguiente, Brian cambió oficialmente su nombre artístico de "Rich Chigga" a "Brian", junto con el lanzamiento de «See Me». Este cambio se debió a las reacciones negativas que podía ocasionar el anterior nombre, por sus implicaciones raciales. Seis días después, volvió a cambiarse el nombre a "Rich Brian". El artista, seguidamente, colaboró en el single y su respectivo videoclip titulado «18», junto a Kris Wu, Joji, Trippie Redd y Baauer, el 16 de enero. El 2 de febrero, Amen fue publicado y convirtió a Brian en el primer artista asiático en alcanzar el primer puesto en las listas de iTunes Hip hop. Asimismo, alcanzó el puesto número 18 en el Billboard 200 de Estados Unidos.

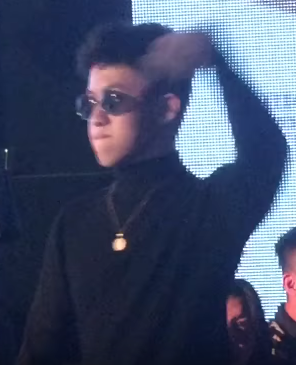
Brian actuando en Taipéi en junio de 2017

Tras el lanzamiento de Amen, Brian lanzó «Watch Out!», el 4 de abril de 2018. Más tarde, apareció en el álbum compilatorio de 88rising, Head in the Clouds y publicó dos singles para promocionar el álbum. Uno de ellos se trató de «Midsummer Madness», junto a Joji, Higher Brothers, Kyle Chan y 8 August y «History», lanzados el 7 de junio y 18 de julio respectivamente. El álbum fue oficialmente lanzado el 20 de julio de 2018.

### 2019-presente:The Sailor,1999yBrightside
El 26 de junio de 2019, Brian lanzó un nuevo sencillo, titulado «Yellow», con la colaboración del artista y productor Bekon y, más adelante, anunció su segundo álbum de estudio, The Sailor. Seguidamente, lanzó el segundo single del álbum, «Kids», el 17 de julio de 2019. The Sailor fue publicado el 26 de julio de 2019 con las apariciones especiales de RZA y de Joji.
El 25 de agosto de 2020, Brian lanzó un EP titulado 1999. El EP contuvo siete canciones, y fue precedido por tres sencillos con sus respectivos vídeos musicales: «Don't Care», «Love in my Pocket» y «DOA».
La carrera Brian tomó un cauce más comercial a partir de agosto de 2021, cuando la banda sonora para la película de Marvel Shang-Chi y la Leyenda de los Diez Anillos fue publicada. En una de las canciones, «Run It», participa Brian junto a DJ Snake y Rick Ross. La canción recibió una gran difusión como himno de ESPN para su cobertura de fútbol americano universitario en la temporada 2021-2022.
El 20 de enero de 2022, Brian lanzó un EP titulado Brightside. El EP contenía cuatro pistas y fue precedido de un single titulado «New Tooth». En el día del lanzamiento del EP, también se lanzó un videoclip para una de sus canciones, «Getcho Mans», en la que colabora el rapero indonesio Warren Hue. 
El 18 de octubre de 2023, Brian lanzó un sencillo titulado «World Stop Tuning», con Warren Hue. 
El 6 de marzo de 2025, Brian anunció su tercer álbum de estudio, Where Is My Head?, cuyo lanzamiento estaba previsto para el 23 de mayo, pero que luego se retrasó hasta el 15 de agosto debido a la reorganización de la lista de canciones.

## Estilo musical
El estilo musical de Brian ha sido calificado de «irónico» por UrbanDaddy, aunque «eventualmente, trasciende su propia persona para convertirse en una verdadera obra de arte». La voz del rapero ha sido descrita como de barítono, y su interpretación como «áspera pero ágil» y «única». Su habilidad para escribir canciones ha sido calificada de «excelente» por HotNewHipHop. Brian, habiendo compuesto música irónica en sus inicios, ha intentado desde entonces distanciarse de ello y hacer canciones más serias con singles como «Seventeen» o «Glow Like Dat».
Con el lanzamiento de «Yellow» el 26 de junio de 2019, Brian profundizó en otros estilos musicales. En una entrevista con Complex Magazine, alegó que el álbum The Sailor es «un importante paso hacia su forma de arte» y que está empezando a «escribir sobre cosas que son profundamente personales para él».
Después de lanzamiento de su álbum 1999 en 2020, su estilo musical se desarrolló aún más. Empezó a introducir bases de funk de los 80, las cuales eran muy populares en 2020, según East Side Vibes. En general, su estilo es de «instrumentales relajadas y de pop-rap que era popular en la primera mitad de la década de los 2010. Sus canciones tienen, asimismo, mucha presencia lírica, como en «Don't Care» y «DOA». Además de esta presencia, es honesto en su música y habla de sus experiencias vitales, generalmente con riffs simples y repetitivos que resultan «pegadizos y con buen ritmo».
Brian ha citado a Young Thug, Tyler, the Creator, Yung Lean, Childish Gambino y Project Pop como algunas de sus inspiraciones.

## Vida personal
Durante su juventud, Brian compitió en un par de competiciones de cubo de Rubik. Según su página de la World Cube Association, participó en el Open del Cubo de Rubik de Yakarta de 2010. Acabó en el puesto número 20 de 106 durante la ronda clasificatoria para el cubo 3×3×3, con un mejor tiempo de 23.65 segundos. El rapero fue admitido en la primera ronda, en la que acabó en el puesto 51 de 105, con un mejor tiempo de 20.44 segundos. Durante la misma competición, también compitió en los eventos para el cubo 2×2×2 y el de 4×4×4.
Actualmente, Brian vive en Los Ángeles desde mayo de 2017. No es su residencia permanente dentro de Estados Unidos, aunque en julio de 2017 extendió su estadía.
El nombre artístico original de Brian, Rich Chigga, ha sido objeto de controversias en el pasado. A Brian y su amigo se les ocurrió el apodo cuando se lanzó su primera canción en SoundCloud. «Me di cuenta de que no tenía un nombre de rap. Y luego mi amigo de Wichita se puso a hablar de ello. Se nos ocurrió un par de nombres que molaban, y el simplemente decía "Rich Chigga". Yo pensaba que era muy pegadizo. Y esa es honestamente la historia». Hablando de su nombre artístico, Brian admitió que «me arrepiento, no sabía realmente lo que estaba haciendo y definitivamente no sabía que la gente iba a reaccionar así». Como resultado, se cambió el nombre artístico a Rich Brian en 2018. A través de Twitter, Brian alegó lo siguiente: «Llevo planeando esto desde siempre y estoy muy feliz de finalmente poder hacerlo. Fui ingenuo y cometí un error».
Brian fue educado en casa y ha declarado que no desea cursar estudios universitarios, aunque si se diera la oportunidad, le gustaría asistir a clases en una escuela de cine.

## Discografía
- Amen (2018)
- The Sailor (2019)
- Where Is My Head (2025)

## Filmografía
- Jamojaya (2023)

## Giras

### Como cabeza de cartel
| Año(s)    | Título                |
| --------- | --------------------- |
| 2017-2018 | Come To My Party Tour |
| 2019      | The Sailor Tour       |

### En colaboración
| Año  | Título             | Colaboración con       |
| ---- | ------------------ | ---------------------- |
| 2017 | 88rising Asia Tour | Higher Brothers y Joji |